# 臥龍生
臥龍生（1930年5月5日—1997年3月23日），本名牛鶴亭，譜名華皋，鶴亭是其字，取自《世說新語‧尤悔》中，陸機所言之「華亭鶴唳」及《詩經》「鶴嗚於九皋」，河南鎮平人，1930年端午節出生於河南省南陽縣鎮平鎮。
牛氏為邑之望族，其父牛一珍，為一綢布小商人，其母王氏，生四男一女。牛鶴亭在家中居長，有妹華敏、弟華峰、華興、華勝、侄甥榮茂，皆留居洛陽。牛鶴亭高中沒畢業就入伍當兵，1948年隨部隊到臺灣，官拜中尉；1955年受到「孫立人案」的間接牽連，倉皇自軍中退伍，閒來無事，在友人鼓勵下開始學寫武俠小說。

## 生平

### 年少時期
牛鶴亭少時即逢二戰爆發，在戰亂中讀過幾年書。據其自云，出身於小商賈之家，從小嗜讀《三國演義》、《水滸傳》、《紅樓夢》等古典名著及《七俠五義》、《兒女英雄傳》等俠義公案小說。對於「北派五大家」（還珠樓主、白羽、鄭證因、王度廬及朱貞木）皆所愛重，尤嗜朱貞木小說筆法、佈局，因之建立了他的武俠審美觀。
1946年，因逢戰亂而從軍，考入青年軍206師，先後參與山西、魯西、洛陽等戰役。1948年隨軍隊來臺，入孫立人所主持的第四軍訓班深造，結業後服務於陸軍第八十軍汽車營。1949年，經過半年的訓練之後，又返回原部隊，當上了少尉排長。後來又經過一次的考試，被選拔為軍隊政務人員，從事部隊文宣工作。
那時牛鶴亭接觸到西方翻譯小說，如《金銀島》、《俠隱記》、《基督山恩仇記》等，皆為西洋傳奇名著，以故事曲折離奇取勝。但之後爆發「孫立人案」，讓牛鶴亭的軍旅生涯面臨阻礙，因為曾待過孫立人主持的訓練班而受其牽累，所以在1954年以因公負傷的名義，以中尉階級榮退。退役後，寄寓臺中，面臨生計上的壓力，一開始趁著年輕力壯，以蹬三輪車餬口。當時牛鶴亭還沒有身份證，在等待部隊發放身份證的期間，他迷上了閱讀武俠小說，他覺得其中有些雖然寫得不錯，但也有寫得不好的。之後在朋友的鼓勵下，牛鶴亭以「臥龍生」為筆名，向報社投稿，開始從事武俠小說的創作。

### 才華初露
1957年以少時求學於臥龍書院（原址現為南陽農業學校所在地），並且祖居南陽臥龍崗取筆名臥龍生，意為「臥龍書院之學生」，以處女作《風塵俠隱》嶄露頭角，此書寫到第十集，臥龍生便生病輟筆，好友伴霞樓主（本名童昌哲，任職《成功晚報》副刊主編）之助，幫忙修飾作品文字，《成功晚報》亦要停刊，此後被出版家看中，由黃玉書代筆續完，交由玉書出版社出版單行本。第二部小說《驚虹一劍震江湖》在台中的《民聲日報》上連載，再一次引起轟動，此二部武俠小說均因故中輟，後改交《武俠小說旬刊》接載，並由玉書出版社結集印行。但前兩部作品均由別人代筆才完成。
第三部小說《飛燕驚龍》為臥龍生真正完成的第一部作品，《飛燕驚龍》在台北《大華晚報》上連載，再一次獲得驚人的成功。而這一次的成功，與前兩次有着根本不同的意義，因為這是在台北，且《大華晚報》的發行量、名氣、影響，均遠非《成功晚報》、《民聲日報》等地方區域性的報紙可比。尤其，《飛燕驚龍》的寫作，臥龍生已由初試進入熟練階段，由摹仿進入自創階段，其成就自比前兩部要大得多。
1959年10月在台灣的《中央日報》連載的第五部武俠小說《玉釵盟》造成了一股閱讀的風潮。台灣本地以及海外的華文報紙紛紛刊登臥龍生的小說。當時，中央日報還請了一位擅長繪畫人物的畫家李靈伽，替臥龍生的小說繪畫插圖。《玉釵盟》更得到當時的總統蔣介石的喜愛，連載期間，臥龍生偶因不適而暫輟，士林官邸曾數度致電報社垂詢，關切。
1960年，應香港《武俠世界》雜誌所邀，於第三十五至三十七期連載《群雄爭奪藏具圖》，於四十七期開始續載《仙鶴神針》，其實就是舊作《飛燕驚龍》。發行人羅斌為與金庸對抗，故意為他取了同音的「金童」為筆名。仙鶴神針於1961年改編成電影後極為成功，羅斌甚至為此將電影公司改名為仙鶴港聯。
除《武俠世界》外，《玉釵盟》、《雪花神劍》亦在羅斌的《新報》上連載，以與金庸的《明報》抗衡。其後同樣改編為電影《碧血金釵》與《雪花神劍》。
在臺灣，《玉釵盟》、《神州豪俠傳》等拍成電視連續劇，《玉釵盟》收視率更高達百分之九十。
臥龍生在《飛燕驚龍》中首創的「武林九大門派」，及「江湖大一統」的說法，席捲港臺，影響當代武俠作家極為深遠。晚年因古龍的崛起與金庸的風行，「臥龍生式」的武俠才趨於沒落。

### 寫作時期
在台灣武俠小說界，臥龍生曾獨領風騷被稱為「台灣武俠泰斗」，後來司馬翎和諸葛青雲脱穎而出，與臥龍生並稱台灣俠壇「三劍客」。其後古龍名氣漸大，躋身高手之林，和「三劍客」合稱為「台灣武俠小說作家四大家」。
1963年臥龍生娶妻楊雅美，小他十二歲，同屬馬。為宜蘭中學女老師，性格溫和而且思想保守。婚宴當天在台北大利餐廳設宴，有一兒兩女。大兒子長得很像臥龍生，胖篤篤的，笑口常開。二女兒喜愛戲劇，曾進大鵬劇團習京劇。三女兒最機靈，小小年紀就能說故事。
當年臥龍生在風月場中玩耍，與古龍是好友。他除了不酗酒，其他玩樂都跟古龍學習。古龍縱情聲色，中年夭折，臥龍生沒因此喪命；但臥龍生心臟病發後，其妻楊雅美離他而去，兩人客客氣氣分了手，雖然依舊是好朋友，但夫妻情份已盡。
1988年左右，身強力壯的臥龍生也終於倒下，住進了醫院；經診斷，結論是心臟衰竭，病情危重。大夫認為已無多大的治療價值了，甚至謝絕臥龍生住院治療。這時，臥龍生的親友們不知從那兒弄來一種偏方，說是專治此類疑難雜症，對症下藥，可見奇效。臥龍生雖並未抱什麼希望，但不忍傷親友之心，將藥喝下，沒料到居然真的再一次出現了奇跡，他的康復讓醫生及醫院感到無比驚訝。一年之後，人們在報紙上又看到了臥龍生的新著《袁紫煙》的連載，這一系列竟一直「連續」到1994年！1997年2月23日晚間，臥龍生因心臟宿疾病逝於台北榮民總醫院，享年六十九歲。
臥龍生是鴻源案受害者之一，淪落到只能租屋居住。

## 影視製作
隨着臥龍生之名變得家喩戶曉，中華電視公司邀請他做節目製作人。在華視八年期間以製作連續劇為主，如講述一個家族成敗興衰的《洛城兒女》、清代乾隆帝逸事的《江南遊》、《長江一條龍》、《諜海風雲》、《諜海奇花》等多部知名電視劇。在華視工作期間，臥龍生仍舊在業餘時間寫武俠小說，只是數量相對減少，質量也相對降低，寫作風格也有所改變。
臥龍生也曾投入電影的製作，電影處女作《俠士、鏢客、殺手》虧蝕新台幣過百萬元。及後撰寫的電影《古寺奇情》，聘請余漢祥為導演，在阿里山姊妹潭的佈景還一度成為旅遊景點。

## 作品
臥龍生作品長期在報刊上連載，事後集結成書的，約有五十部。臥龍生的投資事業虧損累累，弄得晚景淒涼。後來迫於生計，便又重操舊業寫起武俠小說。出版社也常用他的名義出版別人的作品，坊間掛名臥龍生的作品超過一百多部。重要的作品有《仙鶴神針》（又名《飛燕驚龍》）、《雙鳳旗》、《玉釵盟》、《天香飆》、《無名簫》、《素手劫》及《絳雪玄霜》等。

### 著作權
1979年，臥龍生、獨孤紅和東方玉三位作家向春秋出版社提出詐騙著作權的告訴，據臥龍生表示，自1960年開始就委託呂秦書出版他的小說，包含《玉釵盟》、《飛燕驚龍》等二十一部，一千多集。原定條件是再版時出版社要付百分之十的版稅給作家，但二十年來呂秦書表示他們的書很少再版，只有《玉釵盟》、《飛燕驚龍》曾再版一次，但實際上已再版多次，最少侵吞臥龍生七百餘萬元的版稅。後又用白紙向三人要了簽名，私自將三人四十六部小說的版權全部據為己有，三人決定委託律師將著作權爭取回來，而臥龍生的著作權爭議直到他病故之後，都還持續着。

## 作品一覽
- 因臥龍生的作品再版多次，又有出版社盜印問題，最早版本已難收集。再者，臥龍生的作品從未修正。所以此依林保淳及劉全宗先後整理之年表，對照原始連載期刊、報紙及各版本資料，偽書不計。
- 原林保淳所列《女俠白鳳蝶》、《翠袖青霜》二書僅有預告、並未出版，故不列入。《虎穴》一書為黃玉書代筆偽書，亦不列入。
- 原劉全宗所列《女捕頭》一書，臺灣版本掛李涼之名，恐屬偽書，故不列入。

### 早期
- 《風塵俠隱》：處女作，臺南《成功晚報》、《武俠小說旬刊》連載，黃玉書代續。『1957年』出版。
- 《驚虹一劍震江湖》：臺中《民聲日報》、《武俠小說旬刊》連載，「吾愛紅」偽續。『1957年』出版。

### 中期
- 《飛燕驚龍》/《仙鶴神針》－四冊，『1958年8月』以小說名《飛燕驚龍》出版。1960香港《武俠世界》雜誌易名《仙鶴神針》並以「金童」為作者名重新連載，據陳墨所說為臥龍生默許。
- 《風雨燕歸來》－三冊（為《飛燕驚龍》之續集）。
- 《鐵笛神劍》－三冊：《上海日報》連載（未完）。『1959年』出版。
- 《玉釵盟》－四冊。『1960年10月』出版。
- 《天香飆》[9]－三冊（盧作霖（易容）續完）。
- 《無名簫》－三冊。
- 《絳雪玄霜》－四冊。
- 《素手劫》－三冊：《公論報》停刊，連載未完，部份由盧作霖（易容）代筆。
- 《天馬霜衣》－三冊（台版《天涯俠侶》與《天馬霜衣》二書合一）。
- 《天涯俠侶》－三冊（為天馬霜衣續集篇）。
- 《金劍雕翎》－四冊。
- 《天劍絕刀》：《公論報》復刊，連載未完。

### 中後期
- 《雙鳳旗》－四冊。
- 《飄花令》－四冊。
- 《還情劍》：《大華晚報》連載。
- 《天鶴譜》：《臺灣日報》連載，大部份由宇文瑤璣、沙宜瑞代筆。
- 《指劍為媒》：《中華日報》連載，大部分由宇文瑤璣代筆。
- 《聖劍情刀》：《民眾日報》連載，非官兵文庫版「聖劍血刀」。
- 《鐵劍玉珮》：《自立晚報》連載，多由朱羽代筆。
- 《翠袖玉環》－四冊。
- 《鏢旗》：《大華晚報》連載。
- 《神州豪俠傳》－三冊。
- 《俠影魔蹤》：《自立晚報》連載。
- 《寒梅傲霜》：大部分由朱羽、宇文瑤璣代筆。
- 《玉手點將錄》－三冊。
- 《飛鈴》：《大華晚報》連載。
- 《八荒飛龍記》：《臺灣日報》連載。
- 《搖花放鷹傳》－三冊。
- 《血劍丹心》：不明。
- 《金鳳剪》：《自立晚報》連載。
- 《金筆點龍記》－三冊。
- 《無形劍》：不明。
- 《花鳳》：《大華晚報》連載。
- 《煙鎖江湖》：《臺灣日報》連載，後半部由蕭瑟等代筆。
- 《春秋筆》－三冊。
- 《黑白劍》：《自立晚報》連載，由蕭瑟等代筆。
- 《聖劍血刀》[10]。
- 《金燈傳奇》：《華視週刊》1974年6月3日出版，第136期開始連載。

### 後期
- 《幽靈四豔》：《大華晚報》連載。
- 《袁紫煙》－三冊（台版含《幽靈四豔》）。
- 《劍無痕》：《中華日報》連載。
- 《天龍甲》－三冊：中央日報連載。
- 《飛花逐月》：1984年文天出版。1985年11月華視播出連續劇。
- 《劍氣洞澈九重天》：不明。
- 《金劍丹心》：不明。
- 《一代天驕》：不明。
- 《七絕劍》：不明。

### 風雲時代
風雲時代出版之臥龍生精品集收錄
- 《飛燕驚龍》
- 《玉釵盟》
- 《風雨燕歸來》
- 《天香飆》
- 《絳雪玄霜》
- 《飄花令》
- 《雙鳳旗》
- 《翠袖玉環》
- 《金筆點龍記》
- 《天龍甲》
- 《神州豪俠傳》
- 《春秋筆》
- 《金劍雕翎》
- 《岳小釵》